# Аблакимов, Роман Борисович
Роман Борисович Аблакимов (род. 28 августа 1987, Фрунзе) — киргизский футболист, полузащитник, имеет также гражданство Казахстана. Выступал за сборную Кыргызстана.

## Биография

### Клубная карьера
Начал заниматься футболом в 12-летнем возрасте в школе бишкекской «Алги», первый тренер — Загид Валиев.
На взрослом уровне дебютировал в 2004 году в составе молодёжной сборной Кыргызстана, игравшей тогда в высшей лиге на правах клуба. В ходе сезона 2005 года перешёл в «СКА-Шоро», а после его расформирования оказался в системе «Дордоя», там поначалу играл за младшие команды, в том числе в высшей лиге за «Мурас-Спорт». Позднее пробился в основной состав «Дордоя» и принимал участие в Кубке президента АФК, победитель (2007) и финалист (2008), также в этих сезонах был чемпионом Кыргызстана. В 2009—2010 годах играл за «Абдыш-Ату», в 2011 году — за «Нефтчи» (Кочкор-Ата), с которым также участвовал в Кубке президента АФК, а в 2012 году — за бишкекское «Динамо МВД».
В начале 2010 года был на просмотре в турецких клубах низших дивизионов, в том числе в «Хаджеттепеспоре», но переход не состоялся. В 2013 году перешёл в клуб первой лиги Казахстана «Ак Булак», где провёл успешный сезон, однако потом клуб был расформирован. В 2014 году пробовался в «Жетысу» и недолго играл в первой лиге за «Жетысу-Сункар» и «Гефест», после чего завершил карьеру.
После завершения карьеры играет в любительских соревнованиях в Алма-Ате. Работает футбольным тренером в университете менеджмента Алма-Аты.
Также выступал в мини-футболе за ФК «Бишкек» в открытом чемпионате Казахстана, казахский клуб СКА (Алма-Ата) и за «Жетиген» в Суперлиге Кыргызстана. Принимал участие в чемпионате Казахстана по пляжному футболу за клуб NSL (Алма-Ата).

### Карьера в сборной
Дебютировал в национальной сборной Кыргызстана 7 апреля 2006 года в игре Кубка вызова АФК против Макао и в этом же матче забил свой первый гол. Всего на этом турнире сыграл 2 матча. После трёхлетнего перерыва вызван в сборную летом 2009 года и сыграл ещё 4 игры.
Всего на счету футболиста 6 игр и 1 гол за сборную Кыргызстана в 2006—2009 годах.
В составе олимпийской сборной принимал участие в Азиатских играх в 2006 году в Катаре и в 2010 году в Китае, на последнем турнире сыграл 2 матча.
Также выступал за сборную Кыргызстана по мини-футболу.